# Savarthès
Savarthès é uma comuna francesa na região administrativa de Occitânia, no departamento de Alta Garona. Estende-se por uma área de 3,05 km². Em 2010 a comuna tinha 181 habitantes (densidade: 59,3 hab./km²).